# System kafeteryjny
System kafeteryjny, wynagrodzenia kafeteryjne – system wynagradzania, pozwalający pracownikom w ramach określonego limitu dokonywać wyboru spośród oferowanych świadczeń. 
Przykładowa oferta kafeteryjna:
- wejściówki na siłownię, basen, fitness,
- karty przedpłacone (podarunkowe - VISA lub Mastercard) (zasilane dowolną kwota przez użytkownika systemu)
- bilety na imprezy sportowe i kulturalne,
- służbowy samochód lub telefon komórkowy
- kupony na lunch w stołówce firmowej,
- opcje na akcje,
- dodatkowe ubezpieczenie, dofinansowanie składek emerytalnych, pakiet medyczny,
- finansowanie internetu, bony podarunkowe

Zalety systemu:
- optymalizacja kosztu świadczeń ze względu na spełnienie oczekiwań i potrzeb pracowników
- możliwość elastycznego dostosowywania do zmian na rynku pracy
- możliwość różnicowania uwzględniającego wiek, płeć i stanowisko pracownika
- przejrzystość zasad

a w konsekwencji
- pozytywna ocena przedsiębiorstwa
- budowanie trwałych więzi z pracownikami.